# Park Krajobrazowy Wzniesień Łódzkich

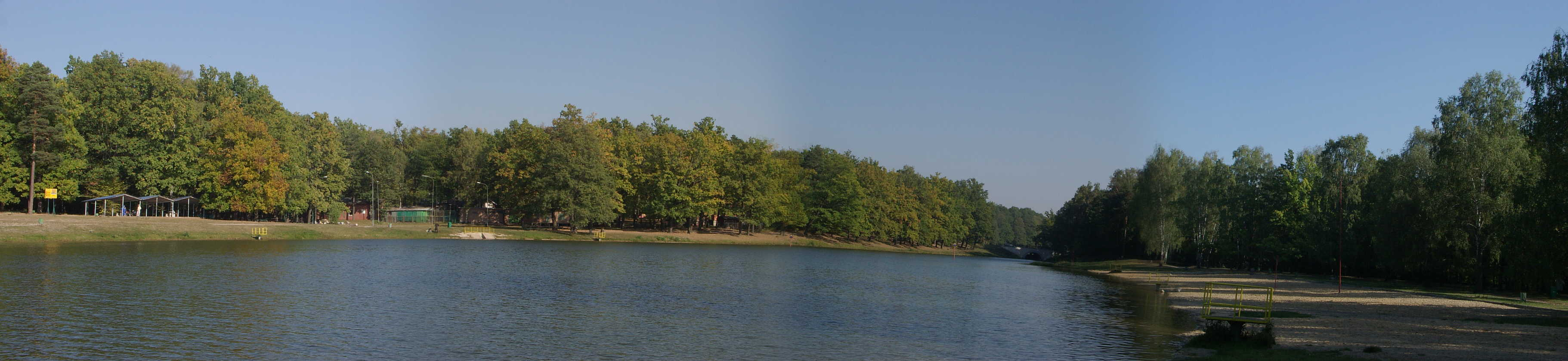
Panorama jednego ze stawów w Lesie Łagiewnickim

Park Krajobrazowy Wzniesień Łódzkich – park krajobrazowy położony w województwie łódzkim (na północny wschód od Łodzi, pod względem administracyjnym na terenie dwóch miast – Brzeziny, Łódź oraz pięciu gmin – Brzeziny, Dmosin, Nowosolna, Stryków, Zgierz).
- Data utworzenia: 31 grudnia 1996 r. (rozporządzenie wojewody łódzkiego i skierniewickiego; pomysł założenia pochodzi z lat 80.)
- Data ustanowienia planu ochrony: 31 lipca 2003 (rozporządzenie wojewody łódzkiego)
- Powierzchnia: 11 580 ha[1]
- Strefa ochronna (otulina): 3083 ha[1]
- Najwyższy punkt: 284,1 m n.p.m. (tzw. wzgórze „Radary”, koło miejscowości Dąbrowa)
- Najniższy punkt: 150 m n.p.m. (dolina Mrożycy w Niesułkowie)
- Powierzchnia leśna: 3845 ha (co stanowi ok. 28% powierzchni Parku z otuliną)
- Grunty rolnicze: 6384 ha (jest to niespełna 60% powierzchni Parku)
- Powierzchnia wód otwartych (stawy, zbiorniki retencyjne) wynosi 46 ha
- Długość rzek i cieków powierzchniowych to 58,5 km

## Historia powstania
Na początku lat osiemdziesiątych w Biurze Programowania i Projektowania Rozwoju Łodzi zrodziła się koncepcja ochrony obszaru w dorzeczu Moszczenicy, na terenie gminy Nowosolna, pod roboczą nazwą „Park Krajobrazowy Górnej Moszczenicy”. Wkrótce opracowana została nowa koncepcja ochrony większego obszaru obejmującego także część dorzecza Mrożycy. W końcu 1993 roku została opracowana dokumentacja projektowa PKWŁ zawierająca pełną argumentację naukową. Projekt ten uzyskał pozytywną opinię Państwowej Rady Ochrony Przyrody oraz Ministerstwa Środowiska. Ostateczny kształt granic Parku ustalony został w 1994 r., kiedy to pod patronatem Wojewódzkiej Komisji Ochrony Przyrody doszło do uzgodnień pomiędzy grupą projektantów oraz przedstawicielami samorządów gminnych i władz wojewódzkich. Uzgodniono, że Park obejmie ochroną najcenniejszy pod względem przyrodniczym i krajobrazowym fragment strefy krawędziowej Wzniesień Łódzkich na terenie ówczesnego województwa łódzkiego i skierniewickiego. W procesie delimitacji granic Parku bardzo istotne znaczenie miało rozwiązanie problemu związanego z projektowanym przebiegiem przyszłej autostrady, której wstępna lokalizacja biegła nieomal dnem doliny Moszczenicy. Na wniosek WKOP w Łodzi dokonano korekty przebiegu autostrady przez teren projektowanego parku krajobrazowego, w celu zminimalizowania negatywnych oddziaływań na przyrodę i krajobraz. Usunięta została w ten sposób ostatnia przeszkoda na drodze formalnego uzgodnienia decyzji o powołaniu Parku.
W ostatnim dniu grudnia 1996 roku wojewodowie łódzki i skierniewicki podpisali rozporządzenie o utworzeniu Parku Krajobrazowego Wzniesień Łódzkich.

## Położenie geograficzne
Umiejscowiony pomiędzy Łodzią, Brzezinami i Strykowem Park Krajobrazowy jest częścią Wyżyny Łódzkiej.
Według regionalizacji fizycznogeograficznej Kondrackiego Park położony jest w obrębie makroregionu Wzniesień Południowomazowieckich, w jego północnej części, która znana jest pod nazwą Wzniesień Łódzkich i obejmuje najsilniej eksponowaną północną krawędź tego mezoregionu, przebiegającą równoleżnikowo od Zgierza na zachodzie, po Brzeziny na wschodzie. Najwyższy punkt na terenie PKWŁ leży na wysokości 284 m n.p.m. (tzw. wzgórze „Radary”, koło miejscowości Dąbrowa). Wzgórza w południowej części Parku opadają wyraźnymi stopniami w kierunku północnym, ku Pradolinie Warszawsko-Berlińskiej. Północy skraj Parku, leżący w odległości 7–9 km od krawędzi znajduje się na wysokości 165 m n.p.m. (dolina Moszczenicy pod Strykowem), a nawet poniżej 150 m n.p.m. (dolina Mrożycy w Niesułkowie).
Celem istnienia PKWŁ jest ochrona unikatowych na terenie Polski Środkowej wyżynnych krajobrazów, występujących w strefie krawędziowej Wzniesień Łódzkich. Duże wysokości względne Parku, nadające krajobrazowi wyżynny charakter, można zaobserwować z wielu punktów widokowych (m.in. w okolicach Teolina, Borchówki, Dąbrowy, Janowa, Plichtowa). Umożliwiają one podziwianie panoramy – nieskażonego budownictwem przemysłowym – krajobrazu.

## Kompleksy leśne
Zalesienie Parku jest niewielkie (28%), jednak znajdują się w nim takie „perełki”, jak największy w centralnej Polsce las bukowy – Las Janinowski, czy największy w Europie kompleks leśny w granicach miasta – łódzki Las Łagiewnicki (na drugim miejscu jest Lasek Buloński w Paryżu). Tutaj biorą swoje początki liczne rzeki i strumienie (przebiega tędy dział wodny I rzędu), m.in. Bzura, Moszczenica, Mrożyca, Mroga, Miazga, tworzące gęstą sieć wodną, której towarzyszą szuwary, torfowiska, kwieciste łąki i roślinność łęgowa.
Największe zwarte kompleksy leśne:
- Las Łagiewnicki (1205 ha)
- Las Janinowski (557 ha)
- Las Poćwiardowski (548 ha)
- Uroczysko Tadzin-Szymaniszki (343 ha)
- Uroczysko Dobieszków (204 ha)

## Flora
- 735 gatunków roślin naczyniowych (tj. łącznie paprotników i roślin kwiatowych)
- 71 gatunków zaliczonych do listy zagrożonych w skali regionu oraz kilka znajdujących się w „Polskiej czerwonej księdze roślin”
- 39 gatunków roślin prawnie chronionych (w tym 24 podlegających ochronie ścisłej oraz 15 chronionych częściowo)

## Fauna
- Liczna grupa rzadkich bezkręgowców typowych dla pogórza, a nawet gór.
- Trzmiel tajgowy – relikt borealny (w Lesie Łagiewnickim), umieszczony w „Polskiej czerwonej księdze zwierząt”.
- 13 gatunków nietoperzy, w tym borowiaczek.
- Najcenniejsze elementy fauny Polski Środkowej:

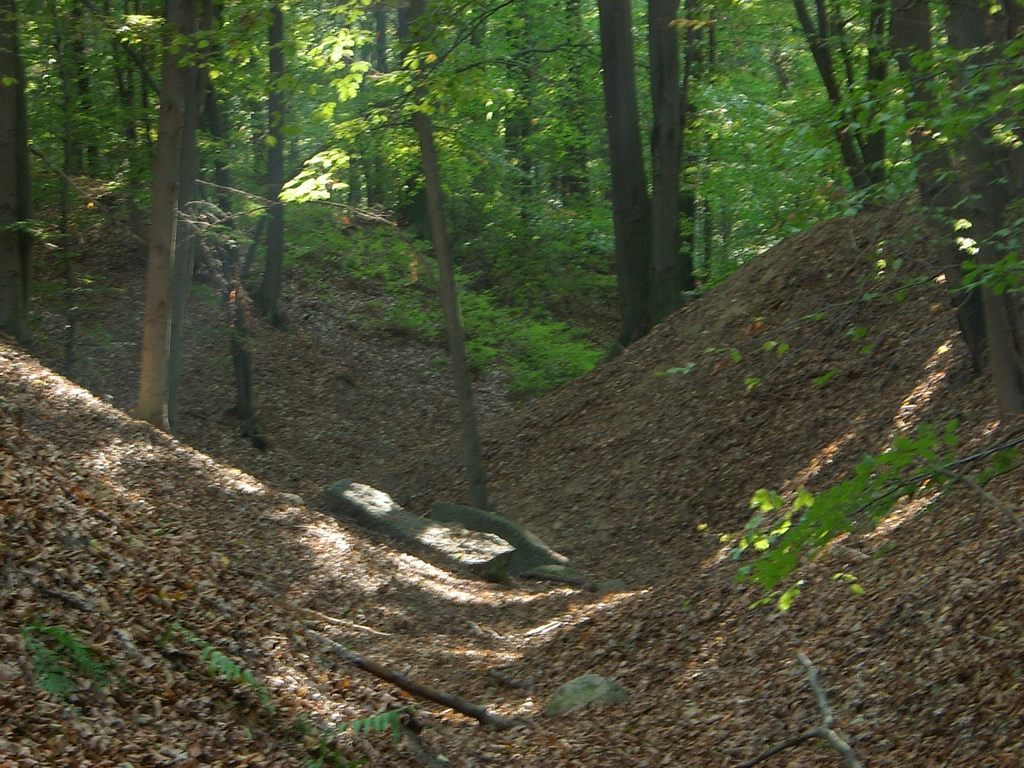
Rezerwat przyrody Parowy Janinowskie

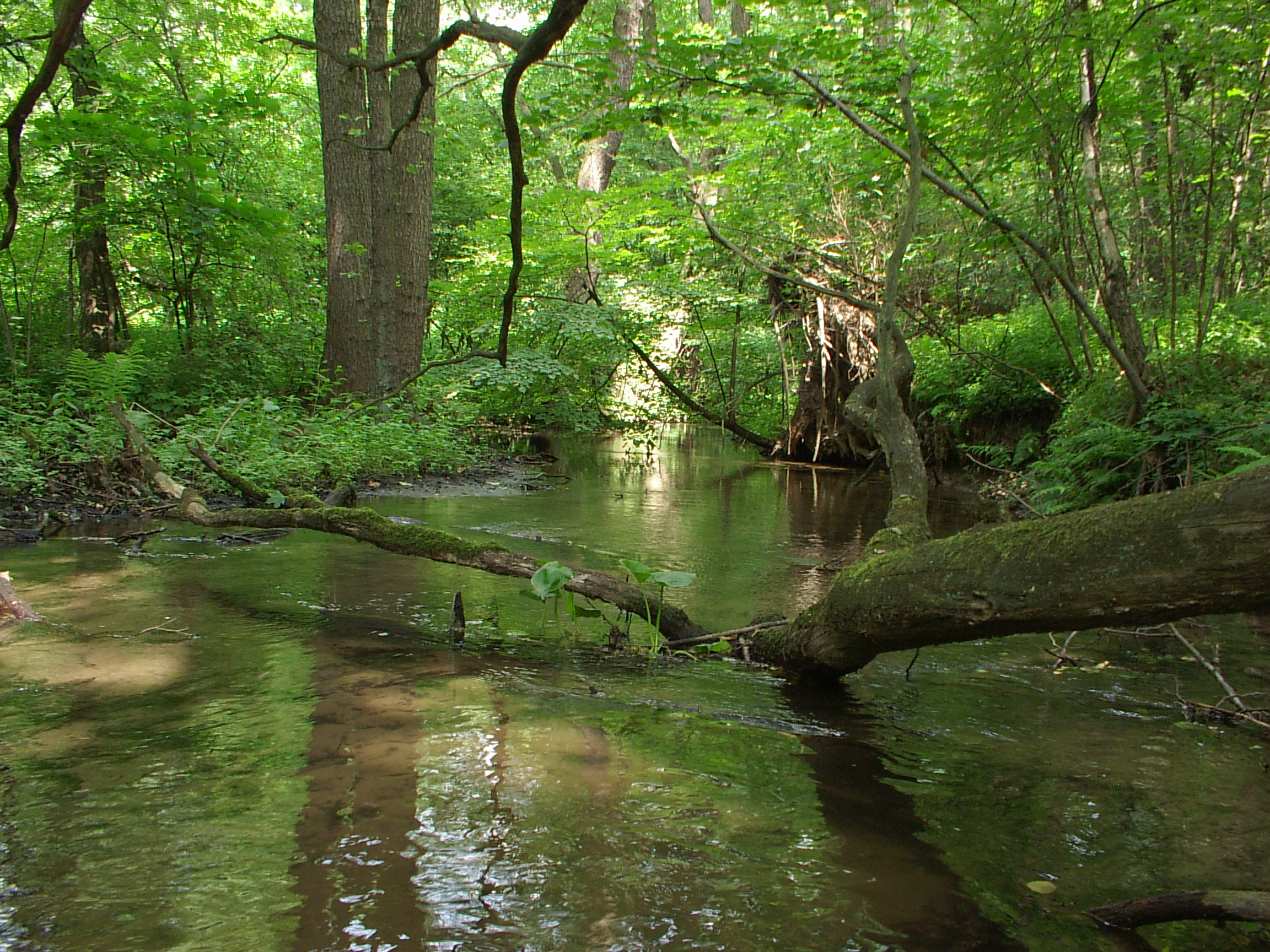
Rezerwat przyrody Struga Dobieszkowska

  - Płazy
    - traszka zwyczajna
    - kumak nizinny
    - rzekotka drzewna
    - traszka grzebieniasta

  - Ptaki
    - muchołówka mała
    - jarzębatka
    - pójdźka
    - trzmielojad
    - siniak
    - zniczek

## Rezerwaty
Najcenniejsze pod względem przyrodniczym fragmenty parku chronione są w rezerwatach przyrody:
- Las Łagiewnicki – 69,85 ha
- Struga Dobieszkowska – 37,65 ha
- Parowy Janinowskie – 41,66 ha

Planowane jest założenie rezerwatu Torfowisko Żabieniec. Ponadto utworzono tu zespoły przyrodniczo-krajobrazowe „Górna Mrożyca” i „Sucha Dolina w Moskulach”.

## Obiekty historyczne i kulturowe
Podczas zwiedzania Parku napotkać można występujące powszechnie głazy narzutowe (czasem o kilkumetrowym obwodzie) – zwane eratykami, przywleczone na obszar środkowej Polski przez lądolód skandynawski w plejstoceńskiej epoce lodowcowej. Niektóre mają wartość historyczną, czego dowodem są umieszczone na nich tablice, upamiętniające ważne wydarzenia w regionie.
Dodatkowym walorem Parku jest nagromadzenie cennych obiektów kulturowych, m.in. średniowieczne grodzisko w Starych Skoszewach (z VI–IX wieku), klasycystyczny dwór w Byszewach (gdzie często bywał Jarosław Iwaszkiewicz), parki podworskie i zespoły pałacowo-parkowe w Łagiewnikach, Klęku, Dobieszkowie (oraz zachowany w stanie szczątkowym park w Niesułkowie), czy obiekty sakralne w Dobrej, Niesułkowie, Starych Skoszewach, Łagiewnikach i Łodzi (przy ul. Wycieczkowej).

## Turystyka
Sąsiedztwo dużej aglomeracji jest czynnikiem ułatwiającym wykorzystanie Parku do celów turystycznych, rekreacyjnych i dydaktycznych. Sieć szlaków pieszych, a także doskonale oznakowanych tras rowerowych (szlak rowerowy po Parku Krajobrazowym Wzniesień Łódzkich) przebiegających przez najatrakcyjniejsze obszary umożliwia łatwe dotarcie do interesujących miejsc.